# 8625 Simonhelberg
8625 Simonhelberg este un asteroid din centura principală de asteroizi.

## Descriere
8625 Simonhelberg este un asteroid din centura principală de asteroizi. A fost descoperit pe 1 martie 1981 la Siding Spring de Schelte J. Bus. Asteroidul prezintă o orbită caracterizată de o semiaxă mare de 2,60 ua, o excentricitate de 0,08 și o înclinație de 3,6° în raport cu ecliptica.